# سریک (آنتالیا)
سریک (به ترکی استانبولی: Serik) شهری است در کشور ترکیه که در استان آنتالیا واقع شده‌است. جمعیت این شهر بر اساس سرشماری سال ۲۰۰۸ میلادی ۴۷٬۷۸۴ نفر و بر اساس برآوردهای سال ۲۰۰۹ میلادی ۴۶٬۵۴۱ نفر می‌باشد.

## تقسیمات
۸۴ محله در ناحیه سریک وجود دارد:
- آسپندوس
- تنگوشلو
- زیرلانکیا
- یانکوی